# Rob Baan
Rob Baan (Rotterdam, 1º aprile 1943) è un allenatore di calcio olandese.

## Statistiche

### Nazionale

#### Olanda
| Paesi Bassi | Paesi Bassi (bandiera) | 22 febbraio 1981 | 29 aprile 1981 | 2 | 0 | 0 | 0 | &0,00 |

#### Panchine da commissario tecnico della nazionale olandese
| Cronologia completa delle presenze e delle reti in nazionale ― Paesi Bassi | Cronologia completa delle presenze e delle reti in nazionale ― Paesi Bassi | Cronologia completa delle presenze e delle reti in nazionale ― Paesi Bassi | Cronologia completa delle presenze e delle reti in nazionale ― Paesi Bassi | Cronologia completa delle presenze e delle reti in nazionale ― Paesi Bassi | Cronologia completa delle presenze e delle reti in nazionale ― Paesi Bassi | Cronologia completa delle presenze e delle reti in nazionale ― Paesi Bassi | Cronologia completa delle presenze e delle reti in nazionale ― Paesi Bassi |
| Data                                                                       | Città                                                                      | In casa                                                                    | Risultato                                                                  | Ospiti                                                                     | Competizione                                                               | Reti                                                                       | Note                                                                       |
| -------------------------------------------------------------------------- | -------------------------------------------------------------------------- | -------------------------------------------------------------------------- | -------------------------------------------------------------------------- | -------------------------------------------------------------------------- | -------------------------------------------------------------------------- | -------------------------------------------------------------------------- | -------------------------------------------------------------------------- |
| 22-2-1981                                                                  | Groninga                                                                   | Paesi Bassi                                                                | 3 – 0                                                                      | Cipro                                                                      | Qual. Mondiali 1982                                                        | -                                                                          |                                                                            |
| 29-4-1981                                                                  | Nicosia                                                                    | Cipro                                                                      | 0 – 1                                                                      | Paesi Bassi                                                                | Qual. Mondiali 1982                                                        | -                                                                          |                                                                            |
| Totale                                                                     |                                                                            | Presenze                                                                   | 2                                                                          |                                                                            | Reti                                                                       |                                                                            |                                                                            |

## Palmarès

### Allenatore

#### Competizioni nazionali
- Eerste Divisie: 2

ADO Den Haag: 1985-1986
Cambuur: 1991-1992